# Сартисон, Дмитрий
Дмитрий Сартисон (нем. Dimitri Sartison; род. 4 февраля 1980, Рудный, Кустанайская область) — немецкий боксёр казахстанского происхождения, представитель средних весовых категорий. Выступал за немецкую национальную сборную по боксу в конце 1990-х — начале 2000-х годов, чемпион Германии, победитель и призёр турниров международного значения, участник чемпионата мира в Бангкоке. В 2003—2013 годах боксировал на профессиональном уровне, владел титулом чемпиона мира WBA во втором среднем весе.

## Биография
Дмитрий Сартисон родился 4 февраля 1980 года в городе Рудный Кустанайской области Казахской ССР. Его родители были из Ростова-на-Дону, в Казахстан переехали по работе. В 1993 году, когда Дмитрию было 13 лет, его семья перебралась на постоянное место жительства в Гамбург, Германия.

### Любительская карьера
Боксом начал заниматься уже в Германии, с 1994 года. Первым тренером был немец, затем тренировался в Гифхорне, Нижняя Саксония, у Михаэля Грачёва, после чего стал работать с Магомедом Шабуровым, который тренировал его сначала в любителях, а затем и в профессионалах.
Первого серьёзного успеха в боксе на международном уровне добился в сезоне 1997 года, когда вошёл в состав немецкой национальной сборной и побывал на юниорском чемпионате Европы в Бирмингеме, откуда привёз награду бронзового достоинства, выигранную в зачёте полусредней весовой категории — на стадии полуфиналов уступил венгру Карою Бальжаи.
В 1998 году выиграл молодёжный Кубок Бранденбурга во Франкфурте-на-Одере, стал серебряным призёром на юниорском мировом первенстве в Буэнос-Айресе.
На чемпионате Германии 1999 года в Вольфенбюттеле получил серебряную медаль, проиграв в финале Стивену Кюхлеру.
В 2000 году на чемпионате Германии в Шветцингене вновь выиграл серебро, на сей раз в решающем поединке его победил Лукаш Вилашек.
В 2001 году принимал участие в молодёжной матчевой встрече со сборной Польши в Маркранштедте, выиграв по очкам у польского боксёра Артура Зварыча.
На чемпионате Германии 2002 года в Зиндельфингене завоевал золотую медаль в зачёте средней весовой категории.
Благодаря череде удачных выступлений удостоился права защищать честь страны на чемпионате мира 2003 года в Бангкоке — в категории до 75 кг благополучно прошёл первого соперника по турнирной сетке, тогда как во втором бою в 1/8 финала со счётом 14:37 потерпел поражение от представителя Украины Олега Машкина, который в итоге стал серебряным призёром этого турнира.

### Профессиональная карьера
Покинув расположение немецкой сборной, в сентябре 2003 года Сартисон успешно дебютировал среди профессионалов. С самого начала выступлений и большую часть карьеры на профи-ринге он представлял цвета немецкой промоутерской компании Universum Box-Promotion Клауса-Питера Коля, а также её филиала Spotlight Boxing GmbH Дитмара Пошвы. В течение пяти лет одержал более двадцати побед, не потерпев при этом ни одного поражения, хотя боксировал в основном на домашних рингах в Германии, и уровень его оппозиции был не очень высоким.
Наконец, в 2008 году удостоился права оспорить вакантный титул чемпиона мира во втором среднем весе по версии Всемирной боксёрской ассоциации (WBA). Другим претендентом стал датчанин Миккель Кесслер (39-1), противостояние между ними состоялось в июне в Дании. Кесслер доминировал практически на протяжении всего боя, а в двенадцатом раунде отправил Сартисона в нокаут, нанеся ему первое поражение в профессиональной карьере.
Несмотря на проигрыш, Дмитрий Сартисон продолжил активно выходить на ринг и в 2009 году вновь получил возможность побороться за вакантный титул чемпиона мира WBA во втором среднем весе. На сей раз его соперником стал хорват Степан Божич (23-3) — к пятому раунду у левого глаза хорватского боксёра образовалась большая гематома, в результате врач принял решение остановить поединок, и Сартисона провозгласили новым чемпионом мира.
Полученный чемпионский пояс Сартисон защитил один раз, выиграв единогласным решением судей у армяно-немецкого боксёра Хорена Гевора (31-4).
На апрель 2011 года планировался объединительный бой с соотечественником Робертом Штиглицом (39-2), обладателем титула чемпиона мира по версии Всемирной боксёрской организации (WBO), однако из-за разрыва связок колена, полученного во время последнего подготовительного спарринга, Сартисон вынужден был сняться с этого вечера бокса, и в конечном счёте его лишили чемпионского пояса.
В апреле 2012 года Сартисон попытался вернуть себе титул чемпиона мира WBA во втором среднем весе, к тому времени перешедший к венгру Карою Бальжаи (24-2) — противостояние между ними продлилось до последнего двенадцатого раунда, в котором Бальжаи одержал победу техническим нокаутом.
Впоследствии Сартисон ещё дважды выходил на ринг с малоизвестными соперниками, после чего в 2013 году завершил спортивную карьеру. В общей сложности провёл на профи-ринге 33 боя, из которых 31 выиграл (в том числе 19 досрочно) и 2 проиграл.
По окончании выступлений на ринге специализировался как персональный наставник в фитнес-клубах, а также работал детским тренером по боксу.